# Piròmetre

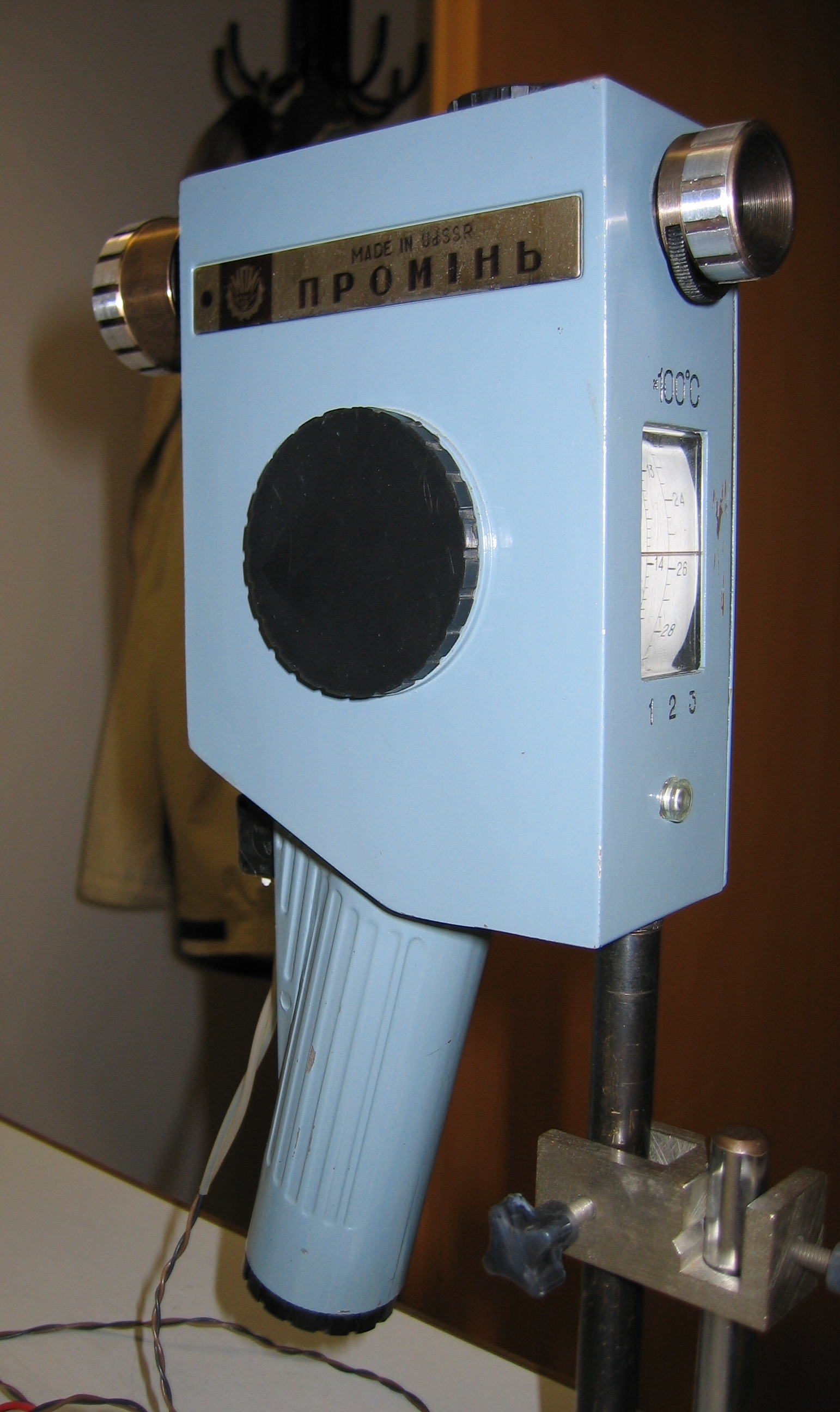
Piròmetre òptic

Un  piròmetre , també anomenat  piròmetre òptic , és un dispositiu capaç de mesurar
la temperatura d'una substància sense necessitat d'estar en contacte amb ella. El terme se sol aplicar a aquells instruments capaços de mesurar temperatures superiors als 600 graus Celsius. L'interval de temperatura d'un piròmetre es troba entre -50 graus Celsius fins +4000 graus Celsius. Una aplicació típica és la mesura de la temperatura de metalls incandescents en molins d'acer o foneries.
És difícil establir l'inventor del piròmetre. Pieter van Musschenbroek i Josiah Wedgwood van trobar alguna cosa sobre això, que en el seu temps era anomenat piròmetre. De totes maneres aquest aparell no té punt de comparació amb els piròmetre actuals.

## Principi bàsic
Qualsevol objecte amb una temperatura superior als 0 kelvin emet radiació tèrmica. Aquesta radiació serà captada i avaluada pel piròmetre. Quan l'objecte de mesura té una temperatura inferior a la del piròmetre, el flux de radiació és negatiu. De totes maneres però, es pot mesurar la temperatura.
Un dels piròmetre més comuns és el  piròmetre d'absorció-emissió , que s'utilitza per determinar la temperatura de gasos a partir de la mesura de la radiació emesa per una font de referència calibrada, abans i després que aquesta radiació hagi passat a través del gas i hagi estat parcialment absorbida per aquest. Ambdues mesures es fan en el mateix interval de les longituds d'ona.
Per mesurar la temperatura d'un metall incandescent, s'observa aquest a través del piròmetre, i es gira un anell per ajustar la temperatura d'un filament incandescent projectat en el camp de visió. Quan el color del filament és idèntic al del metall, es pot llegir la temperatura amb una puntuació depenent del nivell de color del filament